# Kanton Saint-Gildas-des-Bois
Saint-Gildas-des-Bois is een voormalig kanton van het Franse departement Loire-Atlantique. Het kanton maakte deel uit van het arrondissement Saint-Nazaire. Het werd opgeheven bij decreet van 25 februari 2014 met uitwerking op 22 maart 2015.

## Gemeenten
Het kanton Saint-Gildas-des-Bois omvatte de volgende gemeenten:
- Drefféac
- Guenrouet
- Missillac
- Saint-Gildas-des-Bois (hoofdplaats)
- Sévérac